# Miguel Fernando Pereira
Miguel Fernando Pereira (Chile, 22 de marzo de 1999) es un tenista chileno. Ha ganado cinco títulos futuros en dobles.

## Trayectoria deportiva
Su primer título profesional lo obtuvo en septiembre de 2019 en dobles, en el torneo M15 Tabarka, Túnez. Durante el año 2021, ha conseguido cuatro triunfos en la misma categoría.

## Títulos enFutures(5; 0+5)

### Dobles (5)
| N.º | Fecha                    | Torneo   | Superficie  | Pareja                | Oponentes en la final                     | Resultado                  |
| --- | ------------------------ | -------- | ----------- | --------------------- | ----------------------------------------- | -------------------------- |
| 1.  | 23 de septiembre de 2019 | Tabarka  | Arcilla     | Gregorio Cordonnier   | Bogdan Bobrov Marc Dijkhuizen             | 6–1, 6–4                   |
| 2.  | 7 de junio de 2021       | Antalya  | Arcilla     | Hsu Yu-hsiou          | Cezar Crețu Mircea-Alexandru Jecan        | 7–6(8–6), 2–6, [11–9]      |
| 3.  | 28 de junio de 2021      | Antalya  | Arcilla     | Vladimir Korolev      | Olexiy Kolisnyk Oleg Prihodko             | 6–1, 6–3                   |
| 4.  | 20 de septiembre de 2021 | Melilla  | Arcilla     | Óscar Mesquida Berg   | Edas Butvilas Alejandro Manzanera Pertusa | 6–2, 6–7(3–7), [11–9]      |
| 5.  | 1 de noviembre de 2021   | Brasilia | Arcilla (i) | Gabriel Roveri Sidney | Wilson Leite Eduardo Ribeiro              | 6–7(3–7), 7–6(7–5), [10–7] |